# San Nicasio (Leganés)
El barrio de San Nicasio es uno de los barrios más castizos y con más personalidad de Leganés, municipio de la Comunidad de Madrid, en España. Se encuentra en la parte noroccidental del casco urbano. Se denomina así por la ermita construida entre 1772 y 1780 en la entonces entrada oeste de Leganés por el arquitecto Ventura Rodríguez por encargo del Marqués de Leganés y que aún hoy se mantiene en pie tras haber sido reconstruida en los años 50 del pasado siglo. Su código postal es 28913.

## Transportes

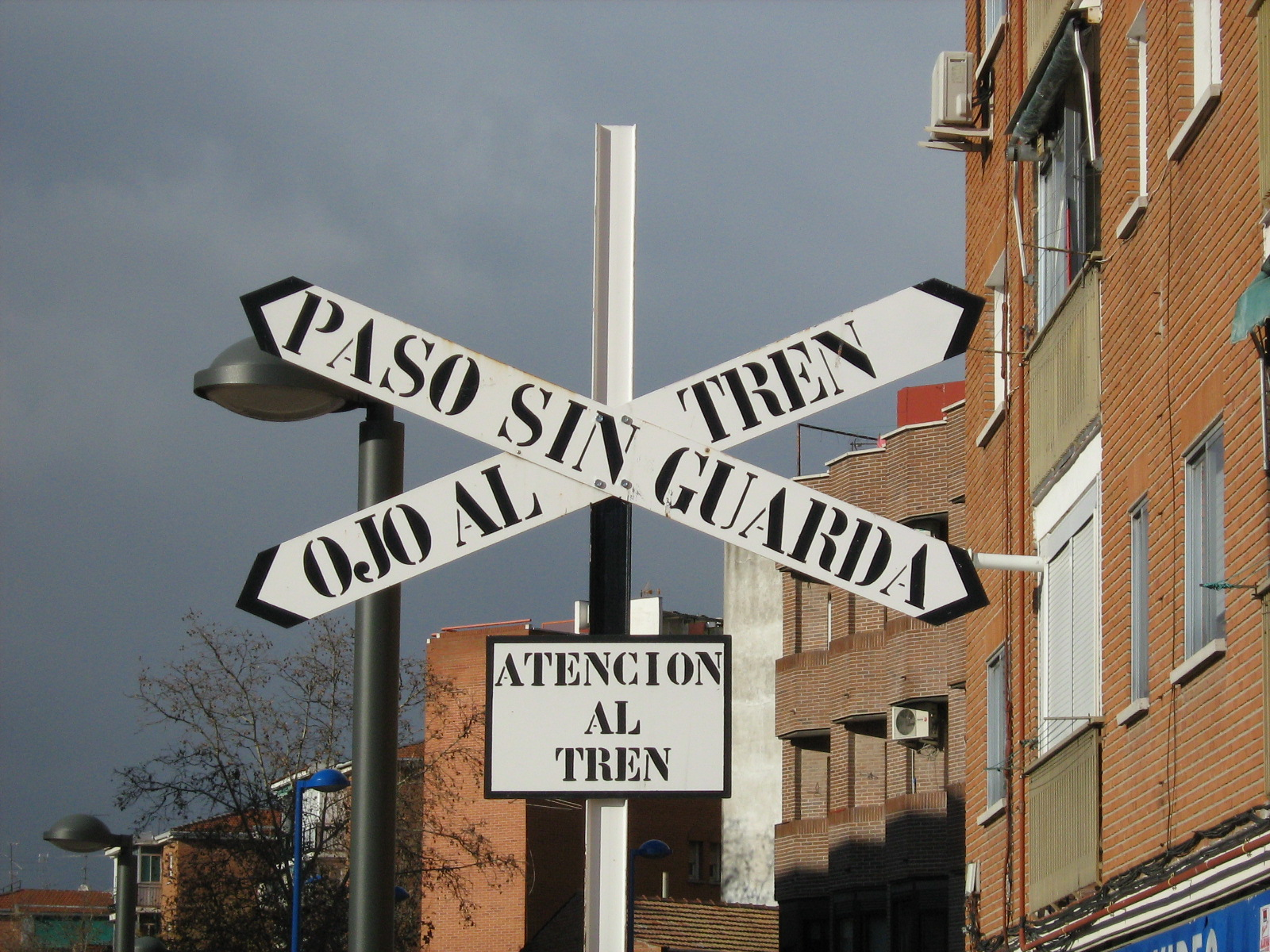
Señalización del paso a nivel sobre el antiguo ferrocarril militar

- Ferrocarril: línea de Cercanías C-5 (estación Leganés).
- Metro: línea 12, MetroSur (estaciones Leganés Central y San Nicasio).
- Autobuses interurbanos: líneas 450, 482, 483, 486, 488 y N802.
- Autobuses urbanos: línea L-1 (desde La Fortuna hasta Vereda de los estudiantes, pasando por Plaza Nueva y C.C. Parquesur.
- Carreteras: acceso desde las carreteras M-406 (desde Alcorcón), M-407 (desde Fuenlabrada y Arroyo Culebro) y M-411 (desde Madrid y La Fortuna).

En 2007 Rafael Simancas, entonces candidato a la presidencia de la Comunidad de Madrid prometió si ganaba la conexión directa del barrio con la ciudad de Madrid a través de una ampliación de la línea 11 de metro, obra que ya había sido reivindicada por algunos partidos locales, y sobre cuya realización la Comunidad de Madrid aún no se ha pronunciado. La concejala de distrito del vecino barrio de La Fortuna, Julia Martín Naveso declaró durante el verano de 2007 que el consistorio estaba trabajando en un proyecto para solicitar formalmente la llegada del metro al barrio ante la Consejería de Transportes e Infraestructuras de la Comunidad de Madrid

## Límites
| Noroeste: Campo de Tiro y Solagua | Norte: Campo de Tiro y Quinto Centenario | Noreste: Quinto Centenario |
| Oeste: M-406                      |                                          | Este: Zarzaquemada         |
| Suroeste: Polígono Polvoranca     | Sur: Centro                              | Sureste: Centro            |

## Población

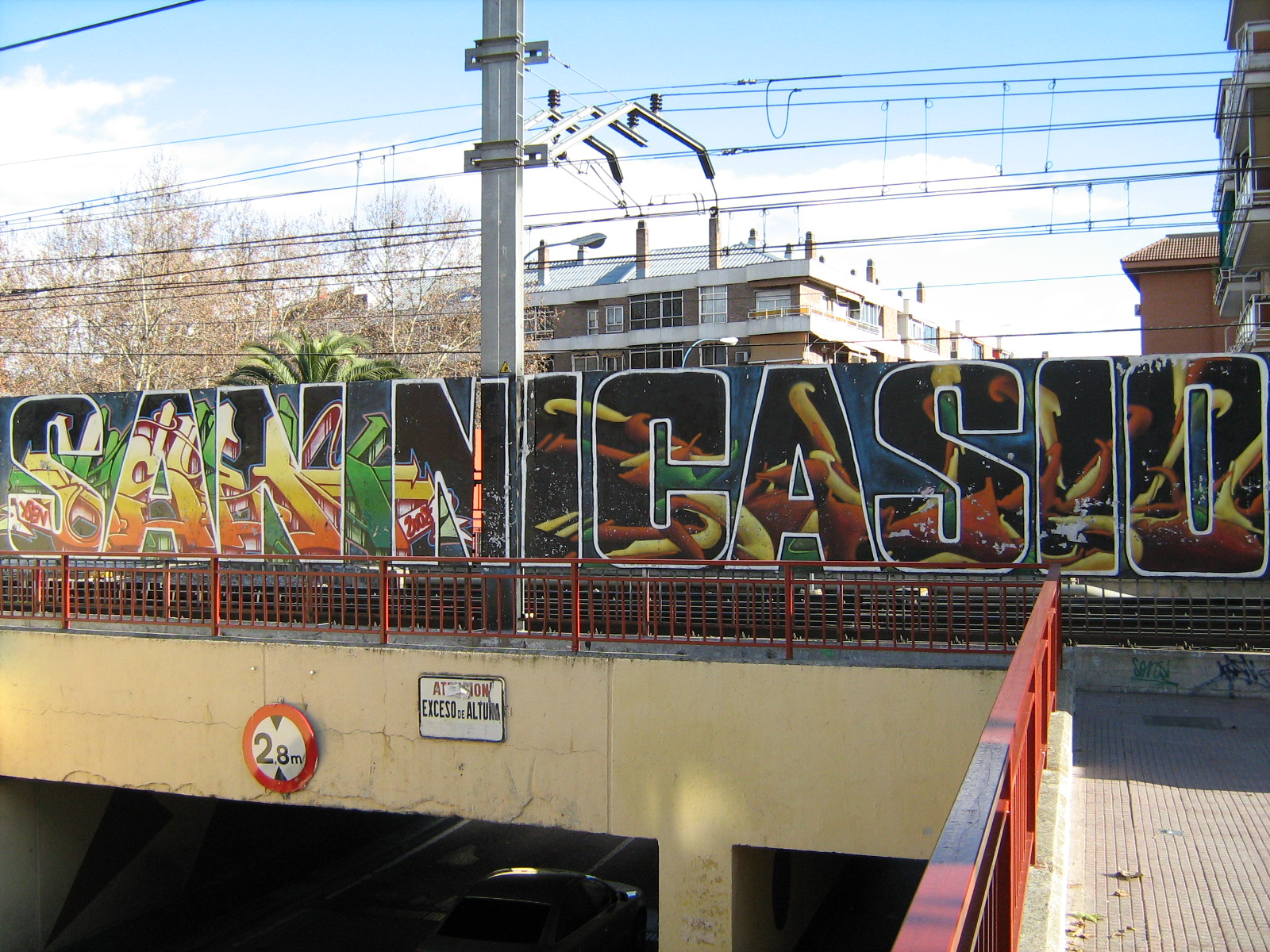
Mural en el paso subterráneo situado a la salida de San Nicasio

Según el datos de 2009 San Nicasio cuenta con 26.698 habitantes, lo que supone aproximadamente un 12 % de la población total de Leganés  (enlace roto disponible en Internet Archive; véase el historial, la primera versión y la última)..
Si bien en principio se trataba de un barrio con una población muy envejecida, en los últimos años la presencia durante el curso de estudiantes universitarios de la Escuela Politécnica Superior de la Universidad Carlos III y más recientemente de jóvenes inmigrantes del África subsahariana ha revitalizado sus calles.
Por otro lado la construcción de sucesivos ensanches a lo largo del barrio (Quinto Centenario, Campo de Tiro y Paseo de la Ermita) y la ya iniciada ampliación hacia el este-noroeste tomando el eje de la carretera de Alcorcón han elevado el nivel socioeconómico medio de los habitantes del barrio atrayendo a familias jóvenes con hijos, que contribuyen a dar a la zona un nuevo impulso. Es un barrio habitado por familias de clase obrera.
Por otro lado cabe destacar la aportación de un grupo de 134 inmigrantes extremeños al barrio. En 1963 el embalse de Valdecaña sumergió para siempre bajo sus aguas al pueblo extremeño de Talavera la Vieja y estas personas fueron realojadas en el barrio. A mediados de los años 90 formaron una comisión y consiguieron del Ayuntamiento poner el nombre del pueblo a una plaza de San Nicasio, junto a la calle de Extremadura. Asimismo se colocó allí una placa conmemorativa y desde el 17 de septiembre de 1994 se denomina al lugar como Plaza de Talavera la Vieja.

## Urbanismo

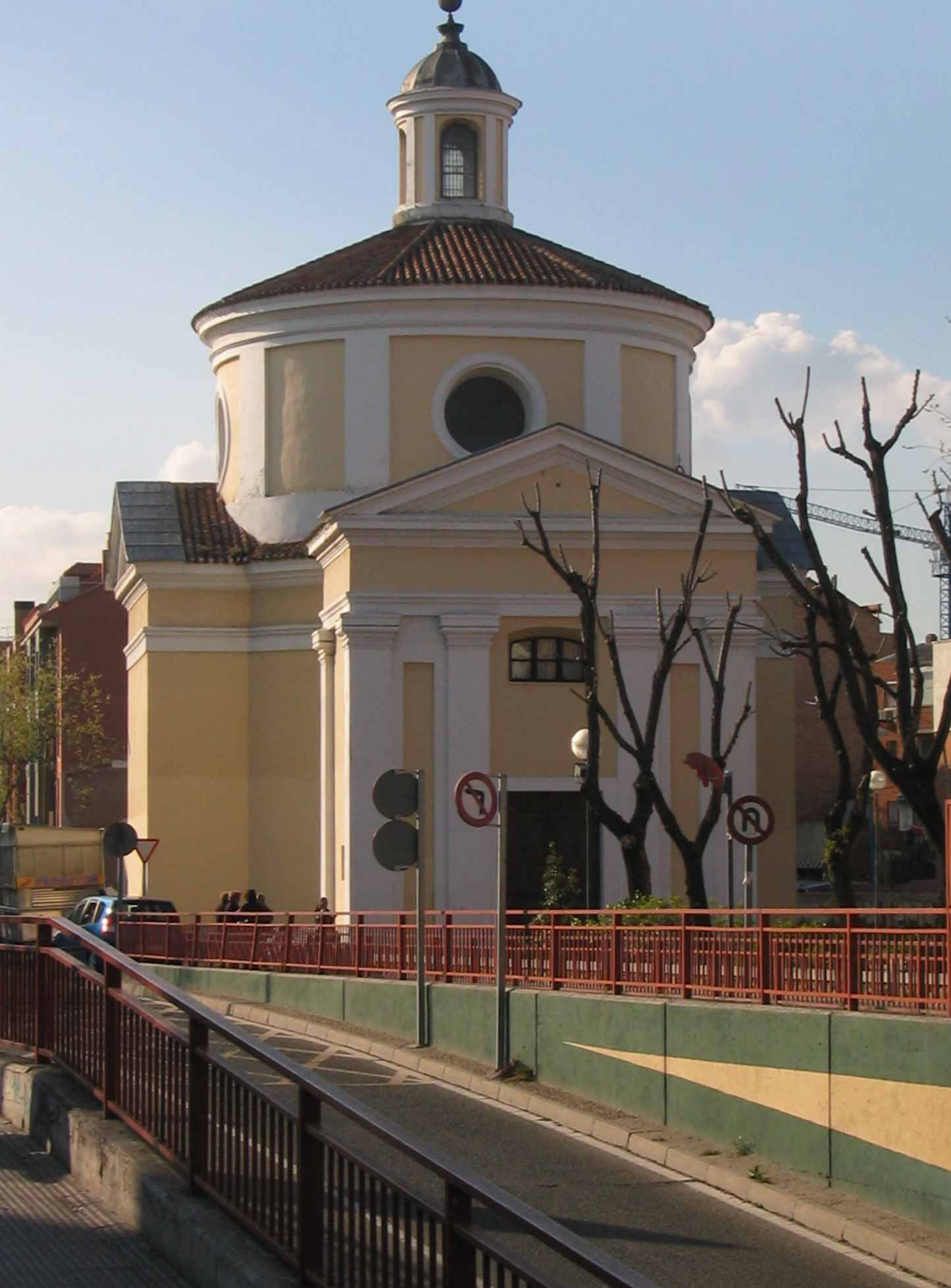
Ermita de San Nicasio

El núcleo inicial de San Nicasio constituye un ensanche hacia el noroeste (al otro lado de la vía del ferrocarril de Cercanías C-5) del casco viejo de Leganés. Aproximadamente la mitad de sus viviendas son bloques de pisos pequeños (60-80 metros cuadrados) de cinco alturas, generalmente sin ascensor, edificados de los años 40 y 50 del siglo XX. Esos bloques fueron los primeros que se construyeron en todo el municipio de Leganés. Como dato que muestra en el envejecimiento de la población decir que antes de la llegada de inmigrantes africanos, (a finales del siglo pasado) un 90% de las viviendas del municipio estaban ya libres de hipoteca. La ermita es el único edificio anterior a 1900 que se conserva en todo el barrio. Fue construida tras un terremoto que asoló Leganés.
Si bien el barrio carece de una gran zona verde se encuentra situado muy cerca de los parques urbanos de Polvoranca y Butarque, a los que lamentablemente es prácticamente imposible llegar a no ser de hacerlo en automóvil. Más cercanos quedan los parques de Valdegrullas y de la Segunda República.

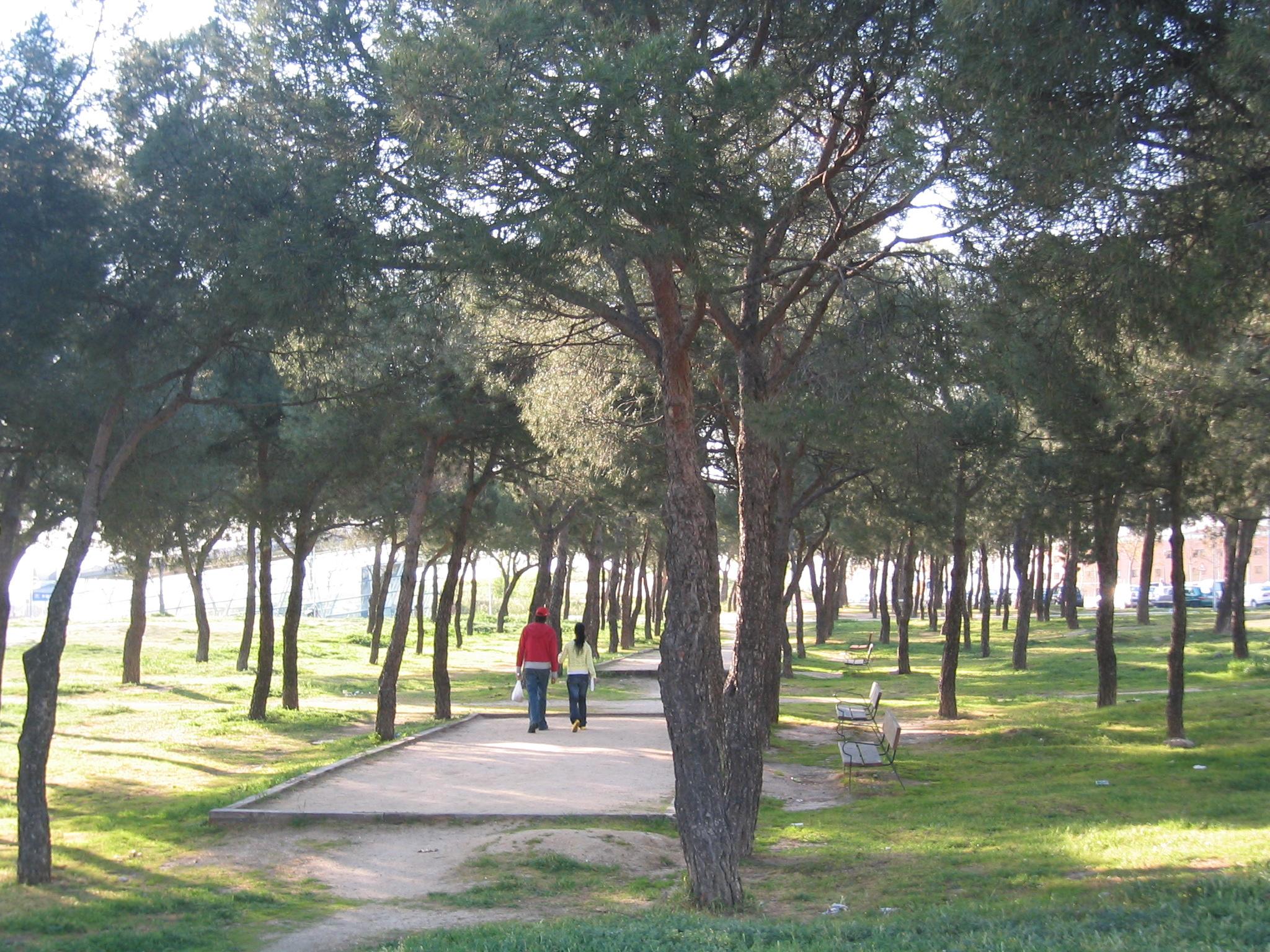
Pinar cercano a la estación de metro de San Nicasio

Durante mucho tiempo el barrio estuvo dividido en dos por una vía de uso militar destinada a enlazar los cuarteles madrileños de Campamento con la red ferroviaria general. Dicha vía era en sus últimos tiempos rara vez usada, y las veces que lo fue no era raro que se produjeran descarrilamientos de trenes por su falta de mantenimiento. Esta vía que dividía San Nicasio se convirtió en el actual bulevar peatonal Paquita Gallego, que cruza el barrio de sureste a noroeste. Esta misma vía era la encargada de crear la zona denominada Campoclaro. Tras la desaparición de esta herida en la trama urbana, las reivindicaciones de los vecinos se han dirigido, siguiendo el modelo de la vecina localidad de Getafe, a conseguir el enterramiento de la vía del ferrocarril de cercanías que aísla San Nicasio del centro de Leganés.
Asimismo en la parte más antigua y central de San Nicasio también se han demolido ciertos bloques que amenazaban ruina construyéndose bloques más modernos que no superasen la altura de los edificios circundantes, dándole un aspecto más elegante al barrio sin desentonar con el conjunto de edificios más antiguos. También se han remodelado zonas de la parte vieja del barrio (zona de los Ríos) realizando varios aparcamientos subterráneos, plantando árboles, construyendo pequeños parques infantiles con fuentes y alicatando parcelas interbloques que en la mayoría de los casos aún eran de tierra.
Por otro lado a partir de los años noventa del siglo pasado se han construido tres ensanches en la parte septentrional del barrio, denominados Quinto Centenario, Campo de Tiro y Paseo de la Ermita, con menor densidad de población y combinando la edificación de viviendas unifamiliares adosadas con bloques de pisos.
La mayoría de los bloques disponían a finales del siglo XX de suministro gas canalizado y algunos de ellos han solicitado ayudas del Ayuntamiento para instalar un ascensor.
Se prevé un nuevo ensanche en la parte oeste-noroeste del distrito tomando como eje la carretera de Alcorcón. En él se desarrollará la construcción de unas 1600 viviendas, el 60% con algún tipo de protección oficial.
Otras actuaciones urbanísticas que se han barajado en los últimos años sin que salieran adelante por la falta de acuerdo entre los grupos que integran la coalición de gobierno tienen que ver con el traslado de la empresa Tapón Corona Ibérica fuera del casco urbano de Leganés y la reutilización de su solar para construir bloques en altura y equipamientos para el barrio.

### Rehabilitación integral de San Nicasio

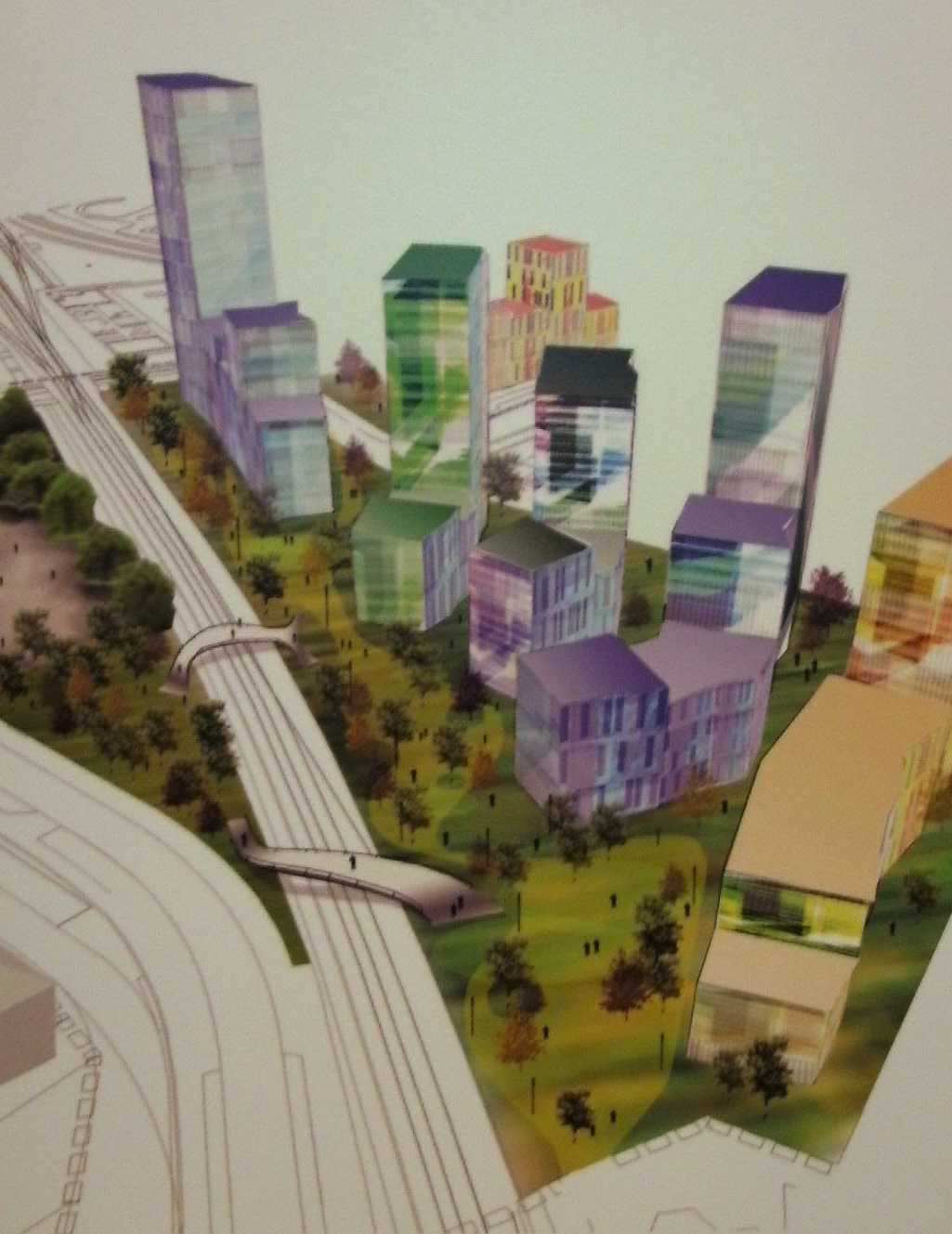
Aspecto final que presentarían parte de los edificios reurbanizados según uno de los proyectos

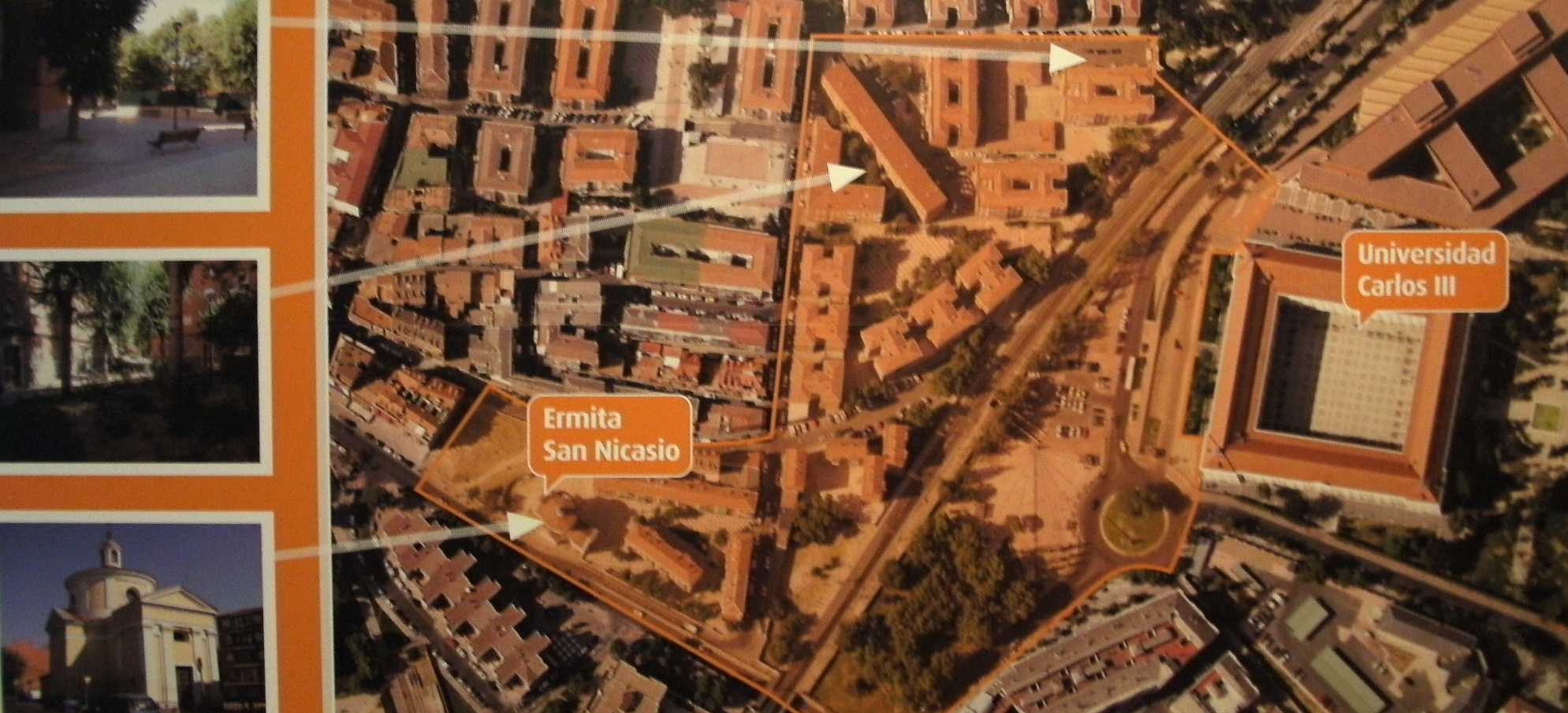
Zona de actuación del proyecto de reurbanización integral de San Nicasio

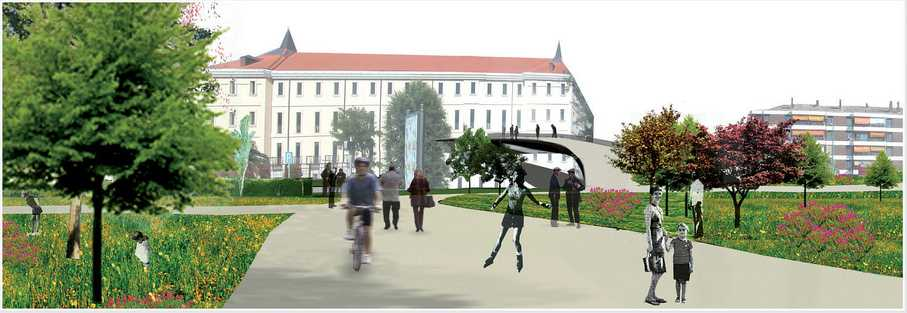
Vista de la Universidad Carlos III de Madrid desde el barrio de San Nicasio, en una ficción propuesta por el proyecto de reurbanización del barrio

En abril de 2006 el Ayuntamiento de Leganés decidió sacar a concurso un estudio de viabilidad técnica para la reurbanización del barrio de San Nicasio que supondría el derribo y reconstrucción en bloques más altos de las viviendas situadas entre las calles Río Gallego, Río Manzanares, Ferrocarril, Plaza de San Nicasio y la Avenida del Dr. Mendiguchía Carriche. El proyecto afectaría a 457 viviendas y 25 locales comerciales repartidos en 51 portales de tal marea que alcanzará los 28.500 metros cuadrados de suelo. De llevarse a cabo sería pionero en la Comunidad de Madrid. Según palabras pronunciadas por el entonces alcalde, José Luis Pérez Ráez, aunque las viviendas de San Nicasio han ido adquiriendo todas las comodidades de una vivienda actual, lo cierto es que las características de las edificaciones de los años 50 y 60, dificultan la instalación de ascensores y, por supuesto, no permiten de ningún modo la construcción de aparcamientos subterráneos bajo los actuales bloques de pisos.
Según el Ayuntamiento se pretende optimizar la distribución urbanística del barrio mediante la elevación de la altura de algunas construcciones dejando ciertas parcelas libres para patios de luces, zonas comunes y mejorando la accesibilidad del barrio para personas discapacitadas. El estudio fue posteriormente adjudicado a la empresa Larcovi, con un plazo de ejecución de 12 meses.
El actual alcalde, Rafael Gómez Montoya ha situado esta actuación como uno de los ejes prioritarios de su acción de gobierno, habiendo incluso visitado durante la campaña electoral municipal de 2007 el barrio de Beurko en Baracaldo (Vizcaya) rehabilitado por la misma empresa y que se pretende tomar como ejemplo para San Nicasio. El 21 de octubre de 2007 el alcalde, en una entrevista con Esperanza Aguirre solicitó financiación para este y otros proyectos.
En julio de 2008 el alcalde anunció en un su blog personal y confirmó en una entrevista al diario El Buzón que en septiembre del mismo año se comenzaría a informar a los vecinos de la reurbanización, insistiendo como había hecho en otras ocasiones en que esta no supondría ningún coste adicional para los vecinos.
En septiembre de 2008 fue inaugurada por el alcalde en el Centro Cívico de San Nicasio una exposición en que se dieron a conocer ante los vecinos los distintos proyectos para la reconstrucción de las viviendas, asimismo en un pleno del mismo mes se aprobó la inversión de 6,5 millones de euros dentro de un plan para la remodelación de otras zonas del barrio. En los dos meses siguientes se realizó una encuesta que dio como resultado un 96,5% de votos favorables a la propuestas de Larcovi y el Ayuntamiento, según declaró el alcalde en abril de 2009 en el Centro Cívico José Saramago con motivo de un encuentro con los vecinos. En diciembre de 2009 Raúl Calle, concejal de Urbanismo informó a la Junta Municipal de Distrito del barrio de que el Ayuntamiento se encontraba a la espera de una respuesta por parte de la Consejería de Medio Ambiente y Ordenación del Territorio. Rafael Gómez Montoya declaró entonces que si bien cree que la Comunidad autorizará finalmente el proyecto "...la paciencia se nos agota. Si acaba el mes de enero y no hay una respuesta tácita, clara de la Comunidad de Madrid con respecto a este plan yo mismo plantearé a la Junta de Distrito y a la Asociación de Vecinos iniciar movilizaciones".
.

### Soterramiento del tren y Proyecto Gran Vía de Leganés
Ante más de 1000 personas, en un acto público en Fuenlabrada, el ministro de Fomento José Blanco López anunció en abril de 2010 que su departamento trabajaría para que en Leganés, Fuenlabrada, y Alcorcón se pudiesen soterrar las vías del ferrocarril de Cercanías. En este sentido, anunció a los alcaldes respectivos municipios que propondrá una "fórmula de integración" para abordar el soterramiento de las vías del tren a su paso por estos municipios del Sur de Madrid, donde colectivos políticos y vecinales reclaman el cierre de esta "herida histórica" que divide sus localidades. Blanco anunció que llevará a cabo este proceso "llamando la concertación, al acuerdo y al entendimiento entre instituciones". "Voy a llamar a la concertación para que ayuntamientos, comunidad autónoma y Ministerio de Fomento abordemos, ahora sí, los estudios para hacer viable la integración y el soterramiento de las vías que tanto reclaman los vecinos de esta zona", manifestó.
Blanco recordó que, en su día, la Asamblea de Madrid sacó adelante una iniciativa en esta dirección apoyada por todos los grupos políticos representados en la Cámara (  (enlace roto disponible en Internet Archive; véase el historial, la primera versión y la última). ). "Si queremos todos, todos podremos solucionar el problema. Por mí no va a quedar", concluyó."
Hace algún tiempo Esperanza Aguirre había declarado: “La Comunidad de Madrid pondrá un euro más de lo que ponga fomento para el soterramiento de las vías”.
Por su parte el Ayuntamiento de Leganés ha manifestado en reiteradas ocasiones que guarda todos los años sin gastar una parte de su presupuesto para la eventualidad de que fuera necesario en esta obra.
Durante la campaña electoral para las elecciones municipales de 2011 el alcalde retomó y rebautizó el proyecto ampliándolo a otras zonas del municipio bajo el nombre "Proyecto Gran Vía de Leganés". Este proyecto preveía la creación de un extenso vial de 7 kilómetros, miles de plazas de aparcamiento, un hotel, un centro de arte y un mercado de abastos en los terrenos liberados por el soterramiento de las vías  a lo largo de todo el casco urbano.

## Economía
San Nicasio posee un amplio polígono industrial en dirección hacia el parque de Polvoranca habiéndose instalado industrias como Logista (antigua Tabacalera) o Tapón Corona.
Asimismo el barrio posee un centro comercial (Leganés Uno) en su salida hacia Madrid a través del barrio de La Fortuna a través de la carretera M-411, también denominada avenida de América Latina.

## Servicios

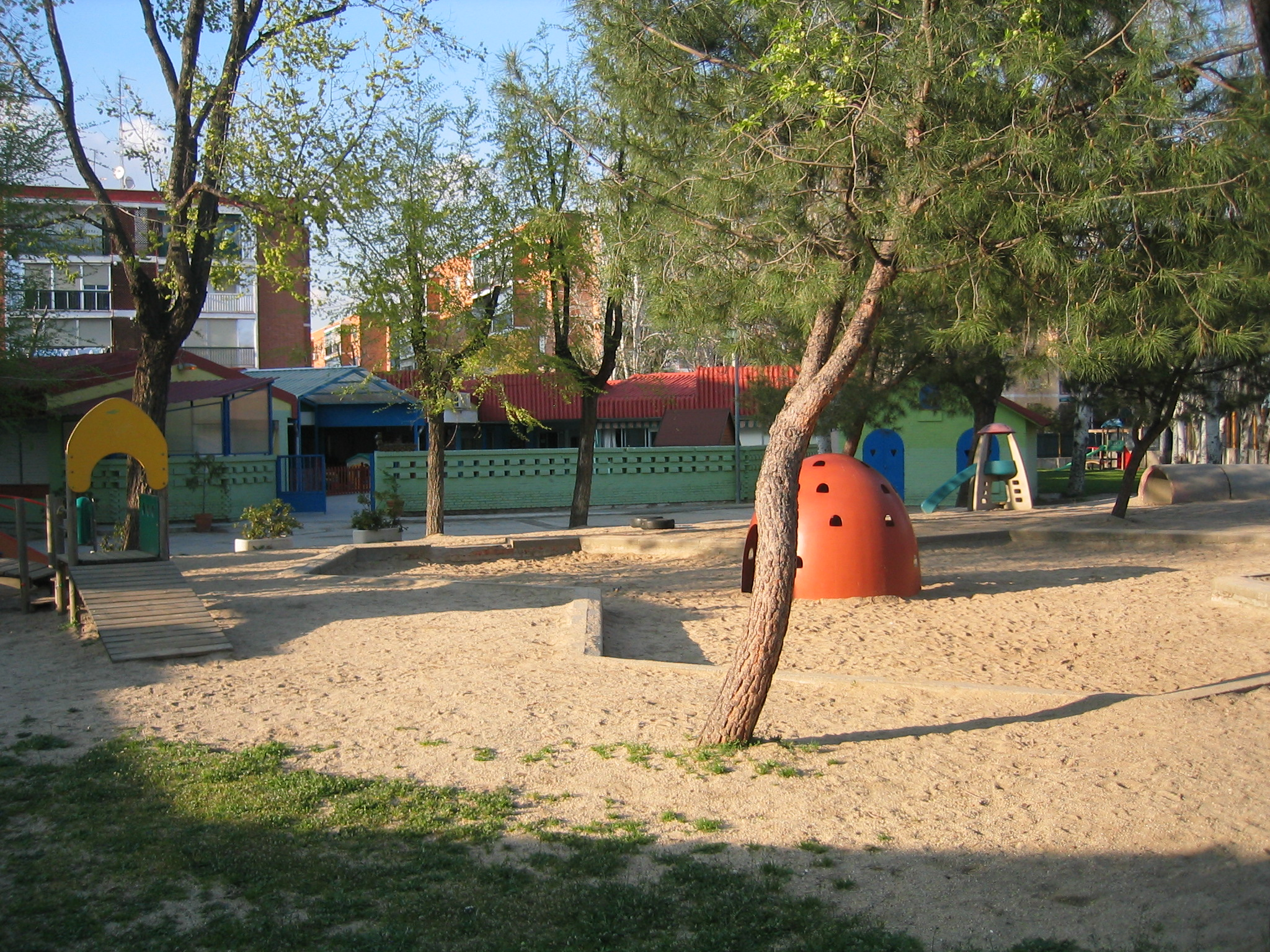
Escuela Infantil Jeromín

San Nicasio cuenta entre otros con los siguientes servicios:
- Módulo residencial del célebre Hospital Psiquiátrico de Leganés (Hospital José Germain).
- Oficinas del INEM en la Avenida del Mediterráneo y el Paseo de la Ermita.
- Centro de Formación Ocupacional Primero de Mayo.
- Tanatorio y antiguo Cementerio Parroquial de Leganés.
- Centro de Atención Primaria María Jesús Hereza.
- Centro Cívico José Saramago, situado entre la parte antigua del barrio y el Campo de Tiro.

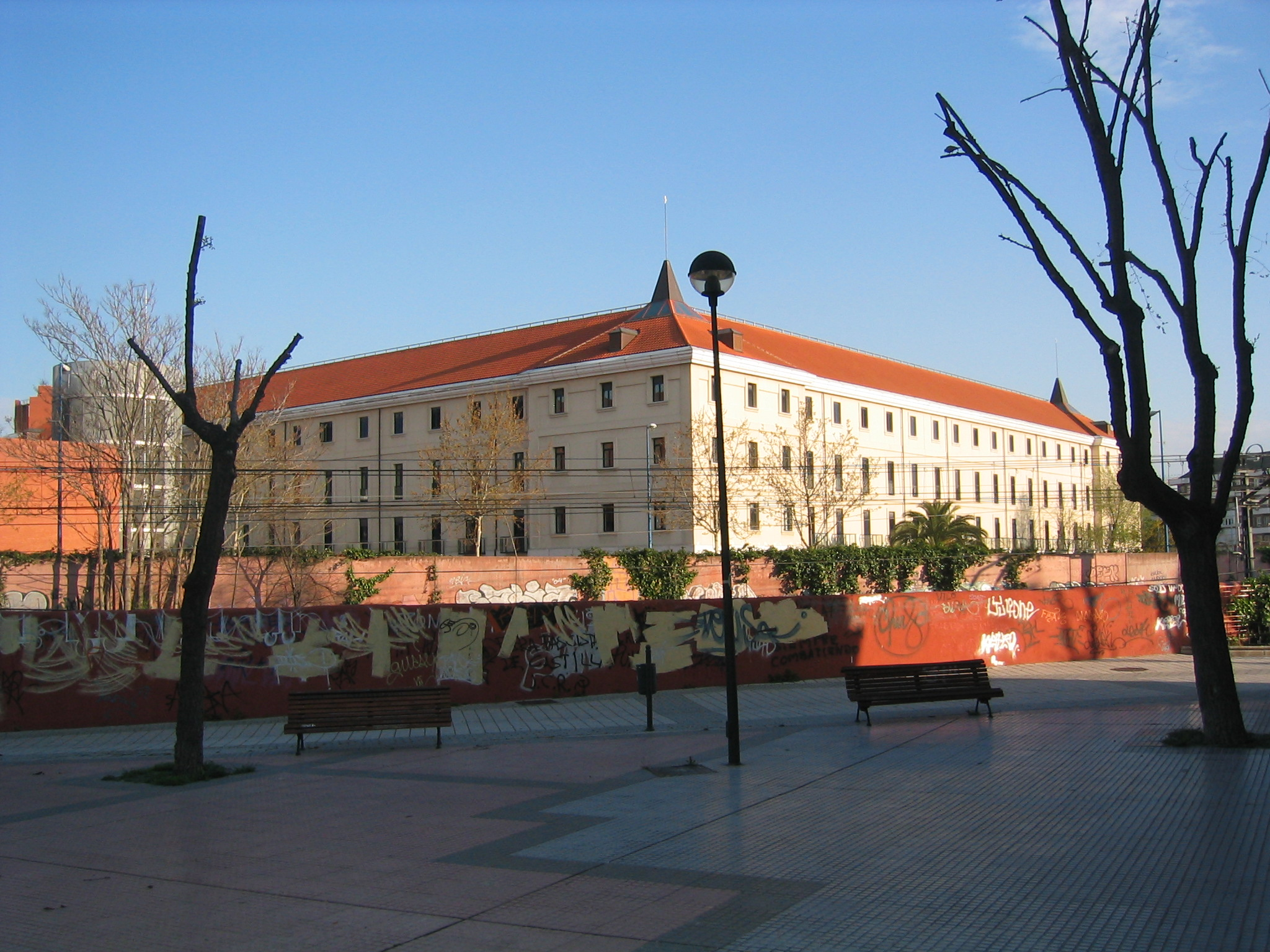
Escuela Politécnica Superior de la Universidad Carlos III vista desde San Nicasio

- Extensión de la Escuela Politécnica Superior de la Universidad Carlos III.
- Colegio Mayor Abril Martorell, adscrito a la Universidad Carlos III.
- Diversos colegios públicos e institutos, la mayoría ubicados junto al Paseo de la Ermita.
- Escuela Infantil Jeromín, de gestión municipal.
- Pabellón Municipal Manuel Cadenas.
- Polideportivo Olimpia, con piscinas cubiertas, de gestión municipal.
- Ciudad Deportiva La Cantera, también de gestión municipal.
- Cuarteles de bomberos y de la Policía Local de Leganés.
- Parroquias católicas: Parroquia San Eladio (Calle Río Turia s/n) llevada de la mano de los Hijos de la Caridad, Ermita de San Nicasio (Calle Mendiguchía Carriche, 6) y la Parroquia Santa Teresa del niño Jesús situada cerca de la estación de metro de San Nicasio.

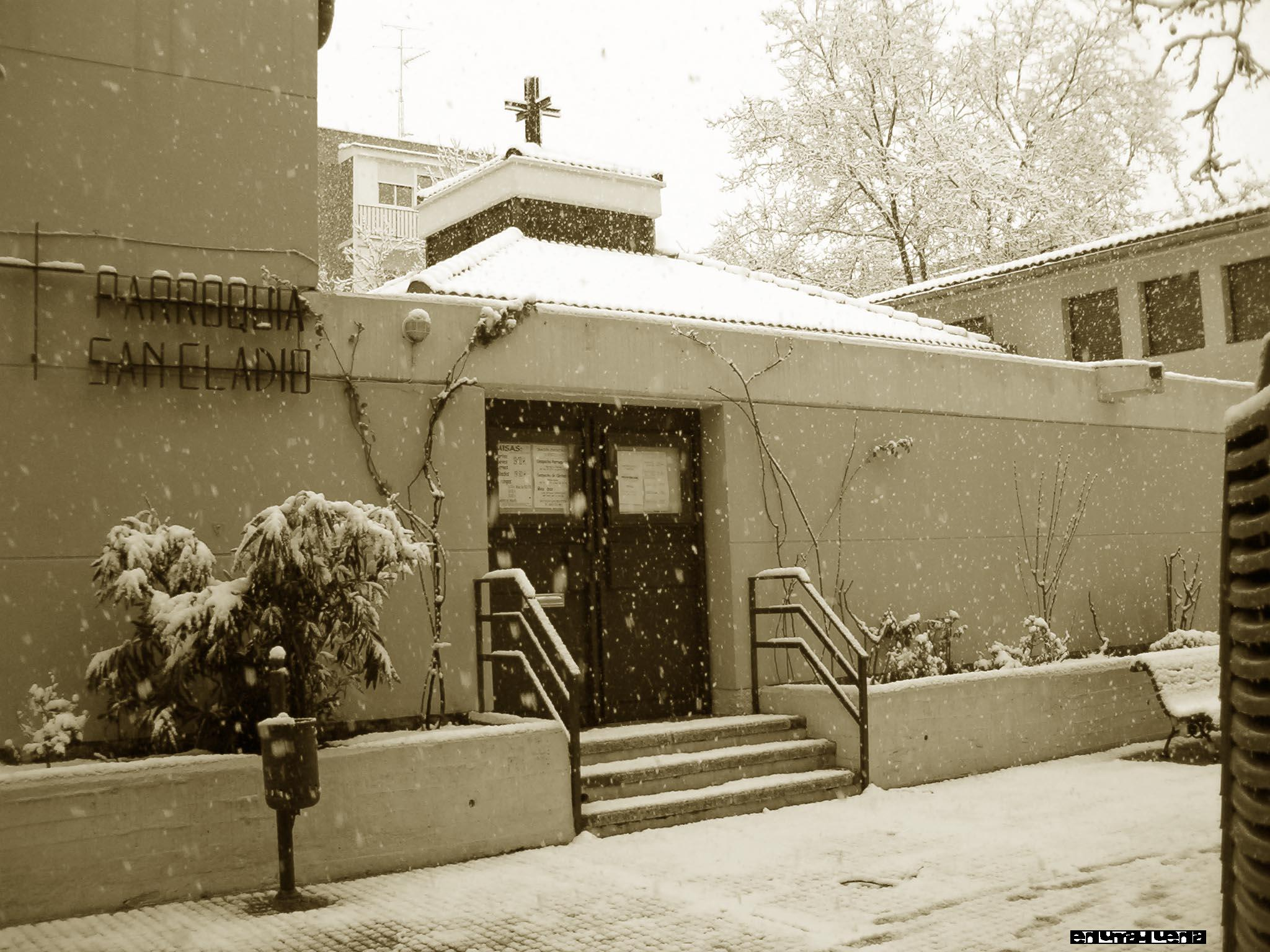
La Parroquia San Eladio un día de nieve

- El barrio disponía de una piscina municipal (Solagua) ubicada en la carretera de San Nicasio a Alcorcón, si bien actualmente está cerrada y se prevé su apertura bajo gestión privada[17]

.

## Política

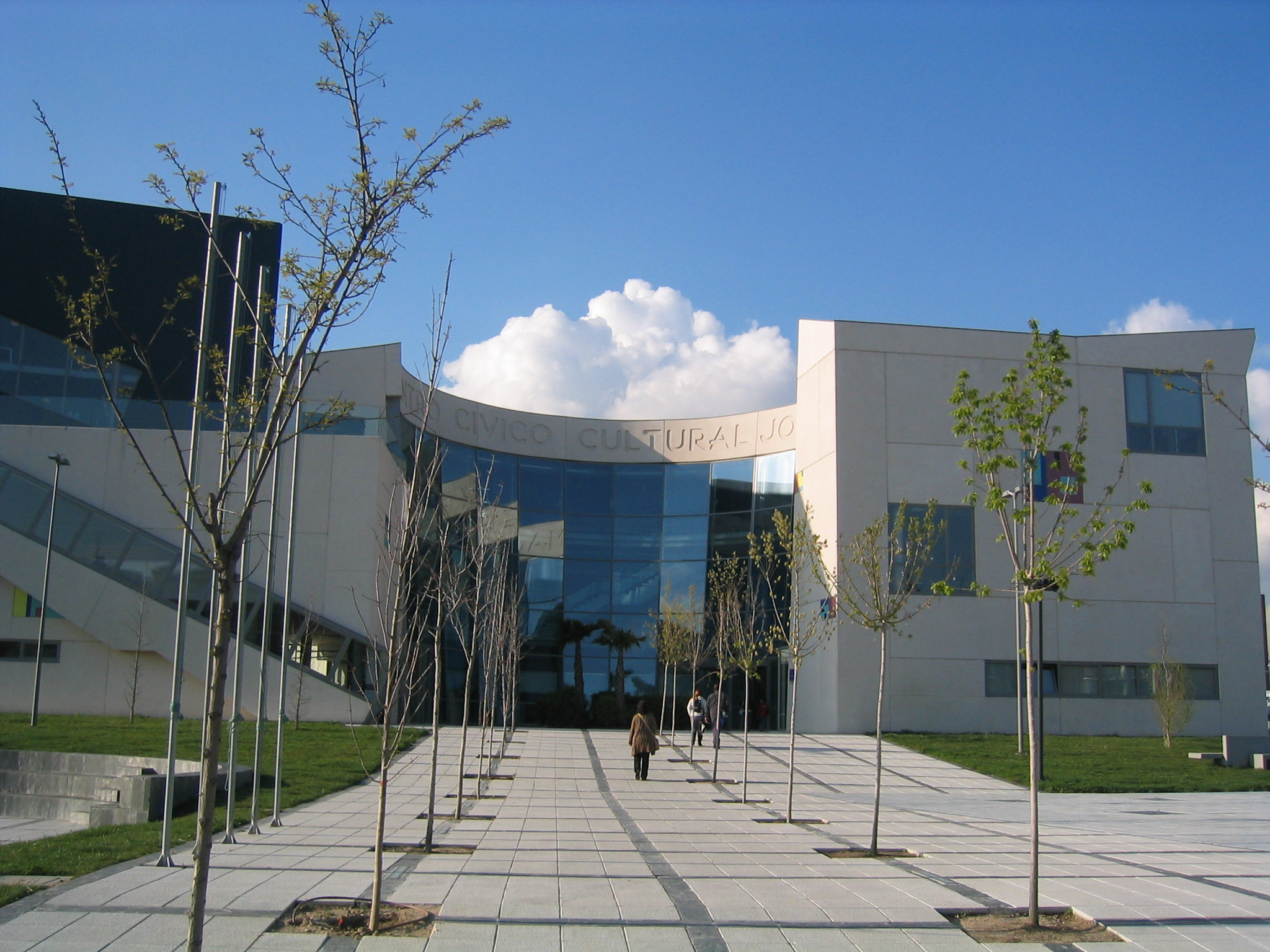
Centro Cívico José Saramago

El barrio cuenta con una Junta de Distrito propia, presidida por Sebastián Ortega Chacón, del PSOE. La Junta de Distrito de San Nicasio tiene sede en el Centro Cívico José Saramago, situado entre el primitivo núcleo del barrio y el ensanche del Campo de Tiro.
La sede de la Asociación de Vecinos de San Nicasio se encuentra en la Avenida del Mar Mediterráneo, 14 (posterior), y sirve a la vez como local social de los afiliados.
Durante los últimos años de la dictadura franquista la ermita sirvió ocasionalmente como lugar de celebración de asambleas sindicales clandestinas.

### Presidentes de la Junta de Distrito
- Carmen González Valderrama (2003-2005) ( Izquierda Unida).
- Alarico Rubio (2005-2007) (Izquierda Unida).
- Sebastián Ortega Chacón (2007- 2011) (PSOE).
- Juan Carlos Cenamor (13 de junio de 2011 -) (PP).

### Resultados electorales de 2007
- Electores: 14.418.
- Votos: 9.474.
- Nulos: 53.
- Blancos: 108.
- Partido Socialista Obrero Español: 3.978.
- Partido Popular: 3.389.
- Izquierda Unida: 1.216.
- Unión por Leganés: 556.
- Otros (OT+LV+PCPE+CL): 348

## Ocio y actividad comercial

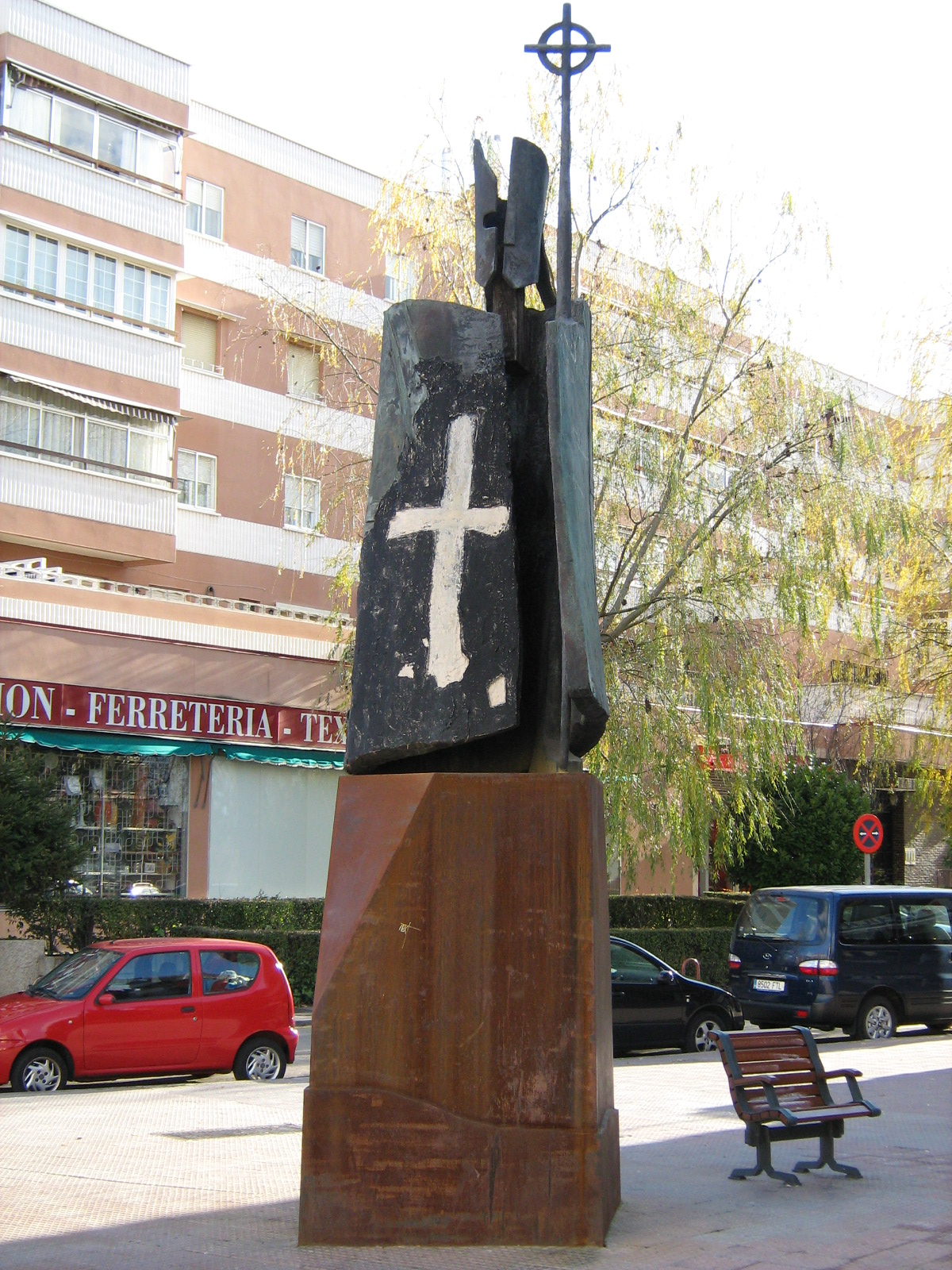
Estatua en honor de San Nicasio, patrón del barrio

San Nicasio cuenta con dos centros comerciales propios, (Leganés Uno, en la confluencia entre la zona vieja y los barrios del Campo de Tiro y del Quinto Centenario y Plaza Nueva, en la entrada a Leganés por la carretera de Carabanchel). Existen además varios supermercados de amplias dimensiones diseminados por el barrio, destacando entre otros los establecimientos Día, Maxi Día, Eroski y Supermercado Madrid. Asimismo posee numerosos pequeños comercios y un mercadillo independiente del resto de barrios de Leganés que se cada viernes en la Calle del Ferrocarril.

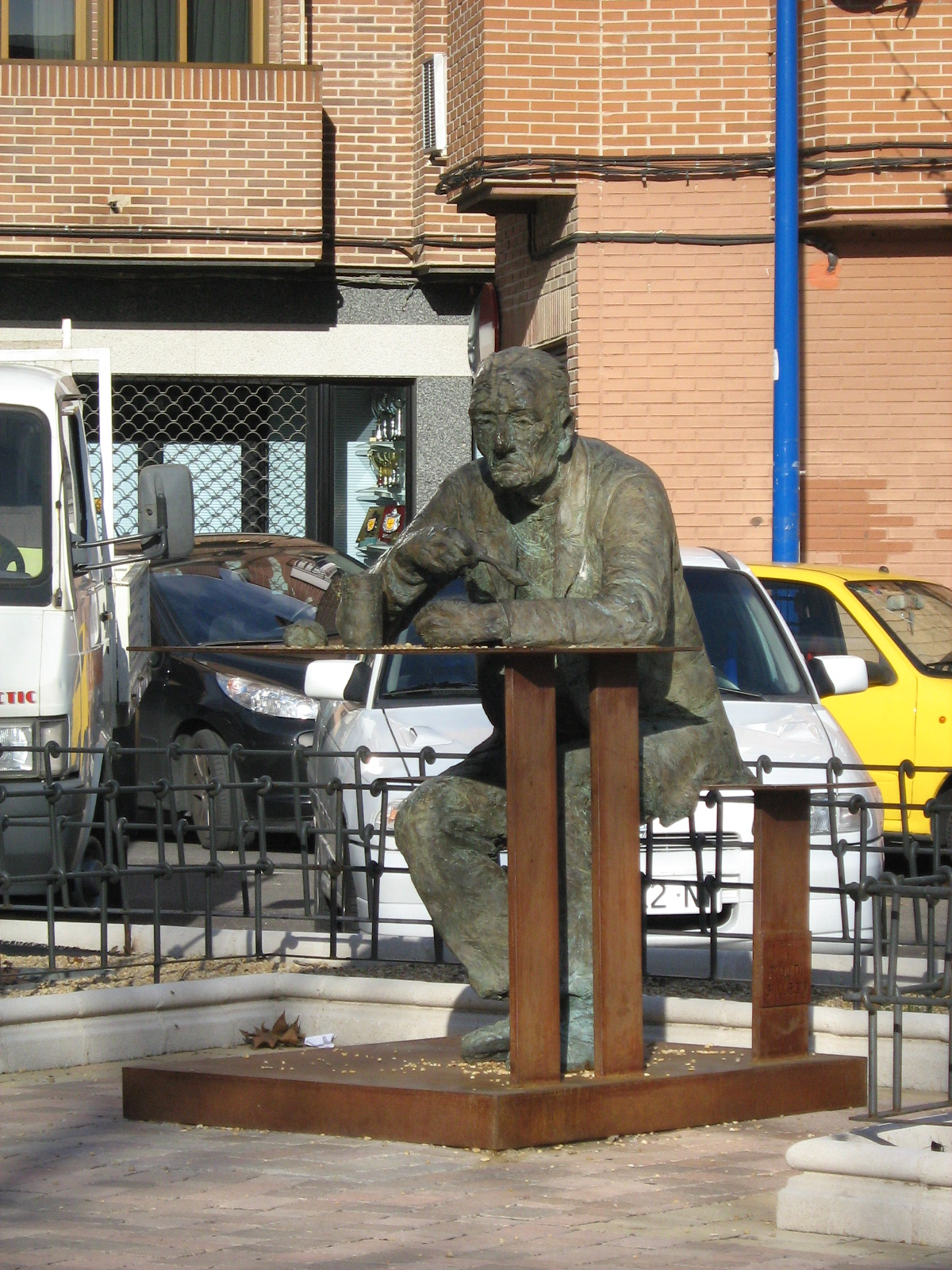
Homenaje al comedor benéfico Paquita Gallego

La zona de marcha nocturna se concentra en el triángulo formado la Plaza de Somoto y la Calle Río Gállego y la Plaza de los Ríos, destacando locales como El Bohío, El Muro, La Choza o El Clan del oso Tabernario por su cuidada ambientación.
En el barrio de San Nicasio destaca la presencia de asociaciones de vecinos como la Asociación Vecinal San Nicasio y asociaciones socioculturales como San Nicasio Distrito Rock que durante años han organizado múltiples actividades de ocio alternativo y culturales (conciertos, obras de teatro, cabarets, recogida de alimentos, certámenes literarios, clases regulares a precios populares para el barrio) en contraposición a la escasa política cultural del Ayuntamiento de Leganés en el barrio.

## Fiestas
El barrio celebra la festividad de su patrón el 11 de octubre. Como San Nicasio es uno de los dos patrones de Leganés junto a Nuestra Señora de Butarque dicha festividad se considera día festivo en todo el municipio. La feria suele instalarse en la zona del Campo de Tiro.
San Nicasio, el santo que da nombre al barrio nació a finales del siglo XV. Según la tradición protegió a los cristianos de Leganés cuando un temblor de tierra (según unos), y unas lluvias torrenciales (según otros), amenazaron sus vidas y cosechas.
Nicasio proviene del verbo griego nikao que significa "vencer". De dicha forma surge el nombre Nikasos que significa el vencedor o victorioso, de forma homóloga al nombre latino Víctor o Vicente estos provenientes de las formas víncere - victus).

## Personajes célebres
En este barrio vivió Paquita Gallego, fundadora del Comedor Benéfico "Madre de la Alegría". El Comedor Benéfico "Madre de la Alegría" obtuvo la Medalla de Oro al mérito en el trabajo en el año 2007, galardón otorgado por el entonces Ministro de Trabajo y Asuntos Sociales Jesús Caldera el 15 de enero de 2007.
Desde el mes de mayo de 2007 el barrio cuenta con un bulevar que lleva el nombre de Paquita Gallego. La Parroquia de San Eladio, ubicada en el Barrio de San Nicasio ha editado un libro-homenaje a dos mujeres del barrio, M.ª Jesús Heréza y Paquita Gallego, el libro titulado Dos Santas de Nuestro Barrio fue presentado el 24 de febrero de 2010 en el Centro Cultural "José Saramago"